# Шејн Ворн
Ко Самуји, Тајланд
Шејн Кит Ворн (енгл. Shane Keith Warne; Мелбурн, 13. септембар 1969 — Ко Самуји, 4. март 2022) био је аустралски играч крикета. Био је деснорук и сматра се једним од највећих бацача у повести крикета. Године 2000. је изабран од стране комисије стручњака за крикет као један од петорице најбољих крикеташа столећа, био је једини бацач од те петорице.
Поред врхунског крикета, Ворн је био препознатљив и по изгледу на терену. Он је увек бели цинк у праху стављао преко свог носа и усана.
Преминуо је 4. марта 2022. године после јаког срчаног удара док је био на летовању у Тајланду.